# Cade McNown

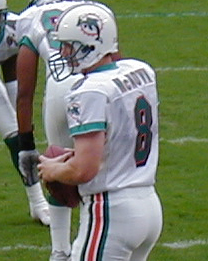
Cade McNown

Cade Brem McNown (Portland, 12 januari 1977) is een Amerikaanse voormalige quarterback die vier seizoenen in de National Football League (NFL) speelde, vooral bij de Chicago Bears. Hij speelde American football bij de UCLA, waar hij als laatstejaars de Johnny Unitas Award won, en werd na zijn studie door de Bears geselecteerd in de eerste ronde van de NFL Draft in 1999. Zijn periode bij de Bears zou echter maar twee seizoenen duren door blessures en inconsistent spel. McNown bracht zijn laatste twee seizoenen door als back-up quarterback voor de Miami Dolphins en San Francisco 49ers.
In 2020 werd hij opgenomen in de College Football Hall of Fame.

## Jeugd
McNown ging naar de middelbare school op San Benito High School in Hollister, Californië, voordat hij als laatstejaars student overstapte naar West Linn High School in West Linn, Oregon. Hier speelde hij in het footballteam als quarterback en free safety.
Als laatstejaars leidde hij het team in 1994 naar de Oregon Class 4A semifinales en werd door kranten aangeprezen als een mogelijke quarterback voor nationale universiteitsteams. Naast American football Hij was ook actief in het atletiekteam van de middelbare school, waar hij een schoolrecord vestigde bij het polsstokhoogspringen. McNown koos na zijn middelbare school voor een studiebeurs bij UCLA, een keuze die beïnvloed werd doordat een andere talentvolle quarterback, Brock Huard, bij de universiteit van Washington tekende.

## Universiteitscarrière
McNown studeerde aan de University of California (UCLA) in Los Angeles en speelde van 1995 tot 1998 voor de Bruins. In zijn eerste jaar was hij de startende quarterback tijdens vier wedstrijden en leidde hij de nationale statistieken van het universiteitscompetitie. In 1995 behaalde UCLA de Aloha Bowl (de finale van de nationale universiteitsteams) waar ze verloren van de Kansas Jayhawks.
Als derdejaars kondigde McNown in 1997 het doel van zijn team aan om gemiddeld 30 punten per wedstrijd te scoren. Ze eindigden dat seizoen met een gemiddelde van 39,75 punten per wedstrijd. Alhoewel de eerste twee wedstrijden van het seizoen verloren gingen, won UCLA de resterende 10 wedstrijden, inclusief de Cotton Bowl Classic van 1998 tegen Texas A&M. Door deze prestatie stond UCLA onder leiding van McNown nummer 5 in het land. McNown werd uitgeroepen tot Most Outstanding Offensive Player voor de Cotton Bowl Classic van dat jaar, en was hij ook een finalist voor de Davey O'Brien Award. Met zijn spel brak hij dat seizoen vele UCLA records, waarvan de meeste eerder waren gezet door Tom Ramsey.
In zijn laatste seizoen in 1998 leidde McNown het team van UCLA naar een 10-2 record, inclusief een Rose Bowl optreden als enige Pac-10 kampioen. Met McNown aan het roer behaalde de explosieve aanval van de Bruins een schoolrecord van 20 ongeslagen wedstrijden (sinds het succesvolle seizoen van 1997). Ook in zijn laatste jaar vestigde McNown talrijke schoolrecords in passing en offense, en won een collectie van onderscheidingen waaronder Pac-10 co-Offensive Player of the Year, de Pop Warner Memorial Trophy voor beste laatstejaars speler aan de westkust en de Johnny Unitas Award als beste laatstejaars quarterback.
Nog steeds is McNown houder van vele records op het gebied van passing en total-offense in het universiteitsfootball. McNown is ook de enige quarterback van UCLA die elk seizoen van zijn schoolcarrière won tegen de rivaal USC.
McNown werd voor zijn prestaties op universiteitsniveau op 30 december 2017 opgenomen in de Rose Bowl Hall of Fame. Op 9 oktober 2009 werd McNown opgenomen in de UCLA Athletics Hall of Fame, en in 2020 werd hij opgenomen in de College Football Hall of Fame.

## Professionele footballcarrière

### Chicago Bears
McNown werd in de eerste ronde van de NFL Draft van 1999 als twaalfde geselecteerd door de Chicago Bears. In de maanden voorafgaand aan de NFL Draft hadden de Bears verklaard dat Erik Kramer de startende quarterback zou worden, maar ze schrapten hem voor het tekenen van McNown. Hoofdcoach Dick Jauron kondigde aan dat Shane Matthews de starter zou worden, maar dat McNown elke wedstrijd minstens één helft zou spelen om ervaring op te doen.
McNown begon zijn eerste wedstrijd voor de Bears op 10 oktober 1999 na een hamstringblessure van Matthews de week ervoor. Op 19 december 1999 vestigde hij tegen Detroit als rookie een clubrecord met 27 gecompleteerde passes, 301 yards en 4 touchdowns.
In het seizoen van 2000 werd McNown als basisspeler benoemd boven Matthews, maar zijn prestaties werden merkbaar slechter gedurende het seizoen. De Bears wonnen onder McNown maar 1 van hun 7 wedstrijden, waardoor het thuispubliek regelmatig scandeerde voor de terugkeer van Miller. Tijdens de zevende wedstrijd van het seizoen tegen de Philadelphia Eagles liep hij een schouderblessure op, en zou de rest van dat seizoen nog maar in één wedstrijd als basisspeler starten (en verliezen). Hoewel hij op de bank zat voor de laatste wedstrijd van het seizoen tegen de Detroit Lions, kwam hij in actie nadat Matthews opnieuw geblesseerd was en hielp hij de Bears naar een overwinning waardoor de Lions werden uitgeschakeld en een zekere play-off plek misliepen.

### Miami Dolphins
McNown werd tijdens het voorseizoen van 2001 geruild door de Bears naar de Miami Dolphins. In Chicago was hij niet langer basisspeler en streed hij tegen Danny Wuerffel slechts voor de positie als derde back-up quarterback. Ook bij de Dolphins werd McNown de derde back-up quarterback en kwam tijdens het seizoen niet in actie.

### San Francisco 49ers
Na een mislukt seizoen bij de Dolphins werd McNown geruild naar de San Francisco 49ers. Tegen die tijd was Terry Donahue, zijn voormalige hoofdcoach bij UCLA, de algemeen directeur. De belangstelling voor McNown was kortstondig, omdat de 49ers dat seizoen op zoek waren naar een back-up quarterback. Hoewel hij aanvankelijk streed tegen Tim Rattay, Giovanni Carmazzi en Brandon Doman voor de reserveplaats achter starter Jeff Garcia, blesseerde McNown zijn schouder opnieuw tijdens het voorseizoen. Toen bleek dat hij een seizoensgebonden operatie nodig had, werd hij door het team op de reservelijst geplaatst. McNown werd zonder één wedstrijd te spelen na dat seizoen door de 49ers ontslagen. Hij liep daarna nog stage bij de Calgary Stampeders, maar hij verdiende geen contract.

## Privé
McNown is getrouwd met Christina Brascia, dochter van acteur en danser John Brascia en actrice en model Sondra Scott. Ze hebben samen vier kinderen.
Na zijn carrière in de NFL ging McNown aan de slag als vermogensbeheerder, waar hij onder meer voor UBS en JPMorgan Chase werkte.
Op 22 oktober 2021 werd de Tunnel 8 in de Rose Bowl vernoemd naar Cade McNown.